# Ciudadano honorario de los Estados Unidos

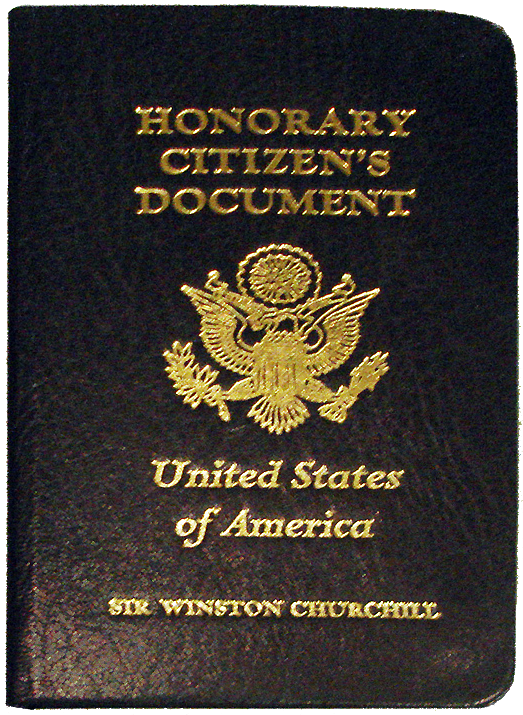
Documento de identificación de Winston Churchill como ciudadano honorario de los Estados Unidos, concedido como regalo por el presidente John F. Kennedy. Aunque de apariencia similar, no podía funcionar como pasaporte.

Una persona de mérito excepcional que no sea ciudadana de los Estados Unidos puede ser declarada ciudadana honoraria de los Estados Unidos por una Ley del Congreso o por una proclamación emitida por el Presidente de los Estados Unidos, en virtud de la autorización concedida por el Congreso.
Hasta el momento, ocho personas han recibido este reconocimiento, seis de ellas a título póstumo y dos, Sir Winston Churchill y la Madre Teresa de Calcuta, en vida.

## Destinatarios
| Número | Nombre                                   | Imagen | Fecha de concesión                         | Información |
| ------ | ---------------------------------------- | ------ | ------------------------------------------ | --- |
| 1      | Sir Winston Churchill                    |        | 1963                                       | Primer ministro del Reino Unido, particularmente durante la Segunda Guerra Mundial.                                            |
| 2      | Raoul Wallenberg                         |        | 1981 (a título póstumo)                    | Diplomático sueco que rescató a judíos en Hungría durante el Holocausto.                                                       |
| 3 y 4  | William Penn                             |        | 28 de noviembre de 1984 (a título póstumo) | Fundador de la Provincia de Pensilvania.                                                                                       |
| 3 y 4  | Hannah Callowhill Penn                   |        | 28 de noviembre de 1984 (a título póstumo) | Administradora de la Provincia de Pensilvania, segunda esposa de William Penn.                                                 |
| 5      | Madre Teresa de Calcuta                  |        | 1996                                       | Monja católica de origen albanés y ciudadanía india, fundadora de las Misioneras de la Caridad en Calcuta.                     |
| 6      | Gilbert du Motier, marqués de La Fayette |        | 2002 (concedido a título póstumo)          | Militar francés, héroe de la Guerra de Independencia de los Estados Unidos.                                                    |
| 7      | Kazimierz Pułaski                        |        | 2009 (concedido a título póstumo)          | Militar polaco, héroe de la Guerra de Independencia de los Estados Unidos, apodado «el padre de la caballería estadounidense». |
| 8      | Bernardo de Gálvez                       |        | 2014 (concedido a título póstumo)          | Héroe español de la Guerra de Independencia de los Estados Unidos, gobernador de Luisiana.                                     |

Para Lafayette y la Madre Teresa, el reconocimiento fue proclamado directamente por una Ley del Congreso. En los demás casos, se aprobó una Ley del Congreso autorizando al Presidente a conceder la ciudadanía honoraria por proclamación.

## Consideraciones legales
No está claro qué derechos y privilegios confiere la ciudadanía honoraria, si es que confiere alguno. Según documentos del Departamento de Estado, no concede el derecho de obtener el pasaporte estadounidense.
A pesar de la creencia generalizada de que Lafayette recibió la ciudadanía honoraria de los Estados Unidos antes que Churchill, no recibió la ciudadanía honoraria hasta 2002. Lafayette sí fue reconocido en vida como ciudadano por nacimiento. El 28 de diciembre de 1784, la Asamblea General de Maryland aprobó una resolución que declaraba que Lafayette y sus herederos varones «serán para siempre... ciudadanos por nacimiento» del estado. Esto lo convirtió en ciudadano por nacimiento de los Estados Unidos según los Artículos de la Confederación y según la definición de la Sección 1 del Artículo II de la Constitución de los Estados Unidos.
En 1792, Lafayette se jactó de haber sido reconocido como ciudadano estadounidense antes de que la Revolución Francesa hubiera creado el concepto de ciudadanía francesa. En 1803, el presidente Thomas Jefferson le escribió que le habría ofrecido ser gobernador de Luisiana de haber estado «en el lugar». En 1932, su descendiente René de Chambrun estableció su ciudadanía estadounidense basándose en la resolución de Maryland, aunque es probable que no tuviera derecho a ello, ya que la ciudadanía heredada estaba probablemente destinada solo a los descendientes directos que fueran herederos del patrimonio y del título de Lafayette. La Junta de Apelaciones de Inmigración dictaminó en 1955 que «es posible argumentar» que Lafayette y sus herederos varones vivos se convirtieron en ciudadanos estadounidenses cuando la Constitución entró en vigor el 4 de marzo de 1789, pero que los herederos nacidos después de esa fecha no eran ciudadanos estadounidenses.
La ciudadanía honoraria no debe confundirse con la ciudadanía o la residencia permanente otorgada por una proposición de ley privada (private bill). Las proposiciones de ley privadas se emplean en raras ocasiones para proporcionar ayuda a individuos, a menudo en casos de inmigración, y también son aprobadas por el Congreso y firmadas por el presidente. En 1999 se emitió una propuesta de ley de este tipo para conceder la ciudadanía estadounidense a Elián González, pero nunca llegó a promulgarse.